# Jorge Adalberto Vázquez
Jorge Adalberto Vázquez Dávila (8 de octubre de 1886-8 de agosto de 1959) fue un poeta, escritor, abogado y catedrático mexicano. Conocido principalmente por su obra poética, entre sus libros está Senda huraña, cuyo prólogo realizó Ramón López Velarde.

## Biografía
Jorge Adalberto Vázquez nació el 8 de octubre de 1886 en Alaquines, San Luis Potosí. Sus padres fueron el abogado Adalberto Vázquez y su esposa Soledad Dávila. Comenzó a publicar poesía en 1906. Al año siguiente fundó la revista literaria Capullos, junto con Gildardo Estrada Dávalos y Agustín Vera. Vázquez fue el director de la revista, que si bien estuvo en funcionamiento solamente unos meses, sirvió como plataforma para dar a conocer la obra de muchos escritores potosinos contemporáneos.
Estudió derecho en el Instituto Científico y Literario de San Luis Potosí y fue catédratico de Literatura de la misma institución de 1915 a 1917. Junto con Jesús Silva Herzog y otros escritores potosinos fundó la revista Proteo, que publicó semanalmente de mayo a diciembre de 1917. Vázquez se encargó de la dirección de la revista, además de publicar su propia obra poética y escribir una columna titulada «Instantes líricos».
Se mudó a la Ciudad de México a finales de 1917, donde se desarrolló profesionalmente como funcionario público y en el área de la cultura. A su llegada consiguió trabajo en la Secretaría de Gobernación; después en la Secretaría de Educación Pública de 1925 a 1932, como subjefe en los departamentos de Bellas Artes y Bibliotecas; fue gerente de Ediciones Águilas a partir de 1938; y secretario particular de Miguel Álvarez Acosta de 1954 a 1958, durante su gestión como director del Instituto Nacional de Bellas Artes. También colaboró con otros medios impresos como las revistas Estilo y Letras Potosinas, publicadas en San Luis Potosí, y fue miembro fundador de la Academia Potosina de Artes y Ciencias. Vázquez publicó poesía, cuento y ensayo, pero es más conocido por su obra poética.
Falleció el 8 de agosto de 1959 en la Ciudad de México.

## Obra
Entre sus obras se encuentran:

### Antología
- Antología de poetas contemporáneos: 1910-1953 (1953) —compilador—
- Jardín de la poesía mexicana: siglos XV al XX (1966) —coautor—
- Cuentos potosinos (2010) —coautor—

### Cuento
- Por campos ubérrimos. Siete ensayos y dos cuentos (1940)

### Ensayo
- Perfil y esencia de la poesía mexicana (1955)

### Poesía
- Rincón del olvido (1912)
- Senda huraña (1917)
- El espíritu intacto (1923)
- La sombra invisible (1944)
- Parva: poemas no coleccionados (1945)
- La sed inexhausta (1947)
- Arriba brillaba el sol (1948)
- Voz en el viento (1949)